# 中村聡一
中村 聡一（なかむら そういち）は、日本のテニスプレイヤー、ファイナンシャル・アドバイザー、リベラルアーツ教育研究者。甲南大学マネジメント創造学部 マネジメント創造学科准教授。

## 経歴

### テニス
関東ジュニアテニス選手権U12シングルスに優勝した際に、飯田藍が主管するグリーンテニスクラブ町田鶴川のジュニア育成プログラムに勧誘される。飯田藍が東京都調布市の桜田倶楽部に移籍したことから、中村も練習の場を移した。桜田倶楽部としては、第一期のテニス選手である。
全仏オープンやウインブルドン等の国際大会では、ATPランキングでトップ10入りした強豪選手らと戦い、アモス・マンスドルフ（イスラエル）やアンドレイ・チェスノコフ（ロシア）らに勝利している。ITF世界ジュニアランニングは最高7位。
その後、日本テニス協会にプロ登録し、テニス選手としての活動を継続する。
国内大会は、全日本テニス選手権だけに照準を絞り、16歳から23歳まで8回連続で本選出場している。1986年大会では、桜田倶楽部同門の丸山薫との一回戦を制してから、田村伸也、竹内映二、福井烈、坂本真一ら強豪選手を破って決勝に進出している。

### ファイナンシャル・アドバイザー
コロンビア大学の学部課程を優等の成績で卒業する。その後は、やはりコロンビア大学のグローバル政策大学院でファイナンスを専攻する。卒業後、ファイナンシャル・アドバイザーとして、国際畑でビジネス系のキャリアを積む。
KPMG社で当時は若手の日本人パートナー(幹部社員)。日立製作所による海外コンピュータ販社再編プロジェクトや、米国ナショナル・ジオグラフィック・ソサエティ（NGS）の日経BP社との合弁プロジェクトなどの国際案件に関わる。

### リベラルアーツ教育研究者
甲南大学着任から数年後、リベラル・アーツをテーマとするゼミ講座を開始。当初は、比較的少人数の学生と主要図書を輪読するスタイルであった。数年して、サバティカルの機会を得たことから、本格的にリベラルアーツ教育の研究に打ち込むようになる。

## 著作
- 『ニューエリートのすすめ・自分の可能性を切り拓く思考法』PHP研究所、2000年8月
- 『企業買収の焦点・M&Aが日本を動かす』講談社<講談社現代新書>、2005年11月
- 『教養としてのギリシャ・ローマ ～ 名門コロンビア大学で学んだリベラルアーツの真髄』東洋経済新報社、2021年5月
- 『「正義論」講義』東洋経済新報社、2023年2月